# Robinson Crusoe (Spiel)

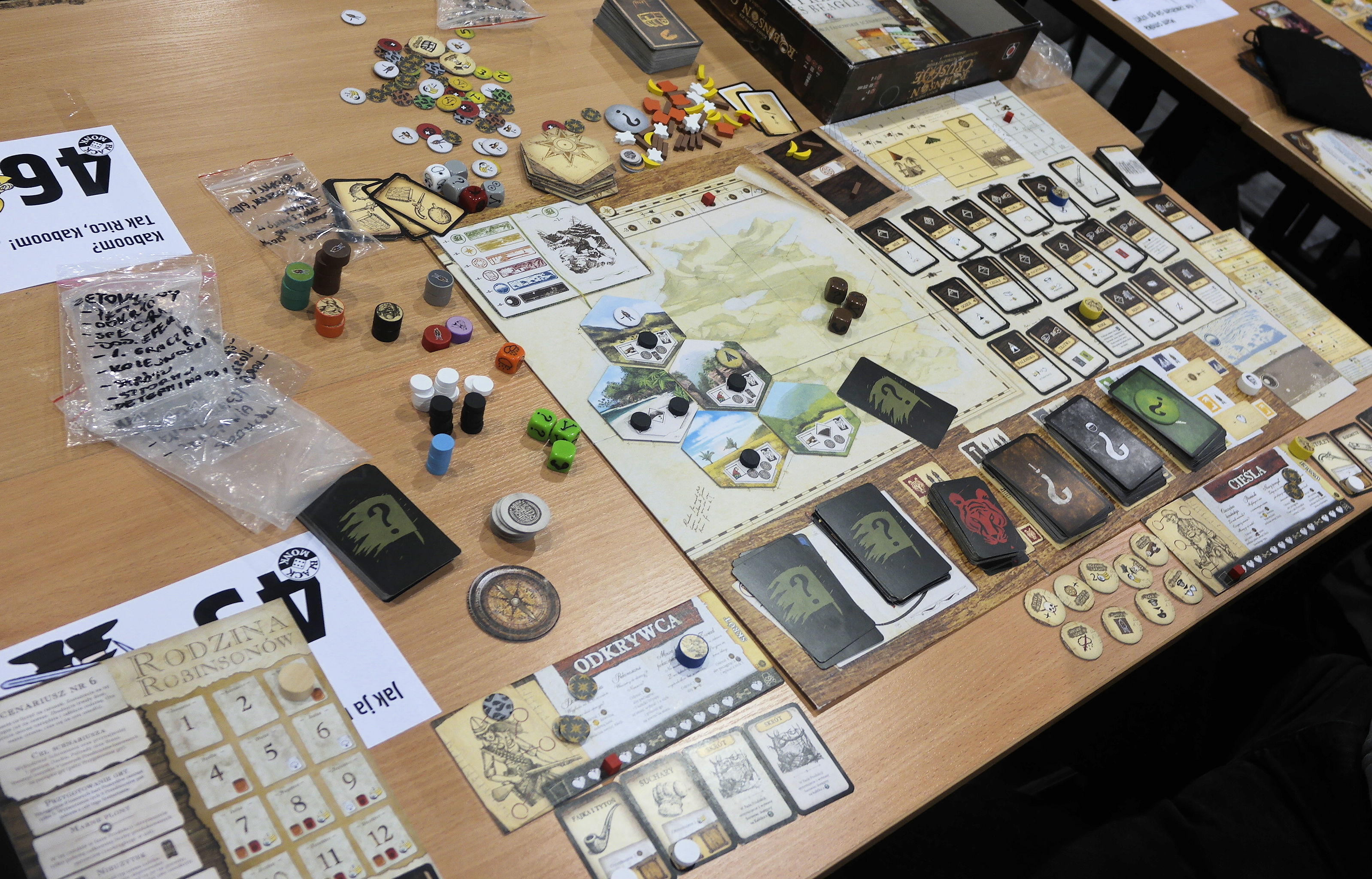
Polnische Version des Spiels auf der Pyrkon 2017.

Robinson Crusoe: Abenteuer auf der verfluchten Insel ist ein Brettspiel aus dem Jahr 2012 für 1 bis 4 Spieler. Autor des Spiels ist Ignacy Trzewiczek, die Gestaltung stammt von Tomasz Bentkowski, Mateusz Bielski, Vincent Dutrait und anderen. In Deutschland erschien es bei Pegasus Spiele. Es erhielt unter anderem den Swiss Gamers Award 2013.